# Kara Yülük Osman
Pour les articles homonymes, voir Osman.
 (mai 2015).
Si vous disposez d'ouvrages ou d'articles de référence ou si vous connaissez des sites web de qualité traitant du thème abordé ici, merci de compléter l'article en donnant les références utiles à sa vérifiabilité et en les liant à la section « Notes et références ».
Kara Osman ou Qara Yülük Uthman (azéri : Qara Yuluq Osman Bəy, turc : Kara Osman Bey Yülük) (v. 1350-1435) est le fondateur de la dynastie des Ak Koyunlu (« les gens aux moutons blancs »), fédération d'états turkmènes nomade qui occupent l’est de l’Anatolie, l'Arménie, l'Azerbaïdjan, le Nord de l'Iraq et l'Ouest de l'Iran de 1378 à 1508. 
Fils de Fakhr al-Din Kutlu Beg, il épouse une princesse byzantine, fille d'Alexis III de Trébizonde et de son épouse Théodora Cantacuzène. Tamerlan le nomme gouverneur de Diyarbakir en 1402 après la bataille d'Ankara. Il laisse deux fils :
- Ali  († 1438), père d'Ouzoun Hassan
- Hamza († 1444)